# 이집트 여자 축구 국가대표팀
이집트 여자 축구 국가대표팀은 이집트를 대표하는 여자 축구 국가대표팀으로 이집트 축구 협회에서 관리한다. 다른 아프리카 국가들과 마찬가지로 전통의 강호인 남자 대표팀과는 달리 현저히 발전이 덜한 편에 속한다. 1998년 우간다와의 국제 경기 데뷔전에서 1 - 1로 비겼으며 현재 카이로 국제 경기장을 홈 경기장으로 사용 중이다.

## 국제 대회 경력

### 아프리카 여자 네이션스컵
처음 출전한 1998년 대회에서는 조별리그 3전 전패의 참담한 성적을 거두는 데 그쳤고 2016년에는 짐바브웨를 1 - 0으로 꺾으며 대회 첫 승을 올렸지만 이어 열린 강호 카메룬전과 남아프리카 공화국전에서 패하며 또 한번 조별리그 탈락의 쓴 맛을 봤다.

### 북아프리카 여자 축구 선수권 대회
첫 대회이던 2009년 대회에서 알제리와 1 - 1로 비겼지만 튀니지에게는 2 - 6으로 대패하며 3개국 중 최하위를 기록했다.

## 성적

### FIFA 여자 월드컵
- 1991년 ~ 1995년: 불참
- 1999년: 진출 실패
- 2003년: 불참
- 2007년: 불참
- 2011년 ~ 2015년: 진출 실패
- 2019년: 불참

### 아프리카 여자 네이션스컵
- 1991년 ~ 1995년: 불참
- 1998년: 조별리그
- 2000년: 진출 실패
- 2002년 ~ 2004년: 불참
- 2006년: 진출 실패
- 2008년 ~ 2010년: 기권
- 2012년 ~ 2014년: 진출 실패
- 2016년: 조별리그
- 2018년: 불참

### 북아프리카 여자 축구 선수권 대회
- 2009년: 3위
- 2020년: 기권

## 같이 보기
- 이집트 축구 국가대표팀